# 郤溱
郤溱（？—？），郤氏，名溱，《史记》作臻，中国春秋時期晋国政治人物、将軍。前633年，晋文公建立三军，以郤縠为中军将，郤溱为中军佐；狐毛为上军将，狐偃为上军佐；栾枝为下军将，先轸为下军佐。第二年，郤縠去世，先轸代为中军将，郤溱辅佐先轸取得了城濮之战的胜利。